# Mikael Soininen

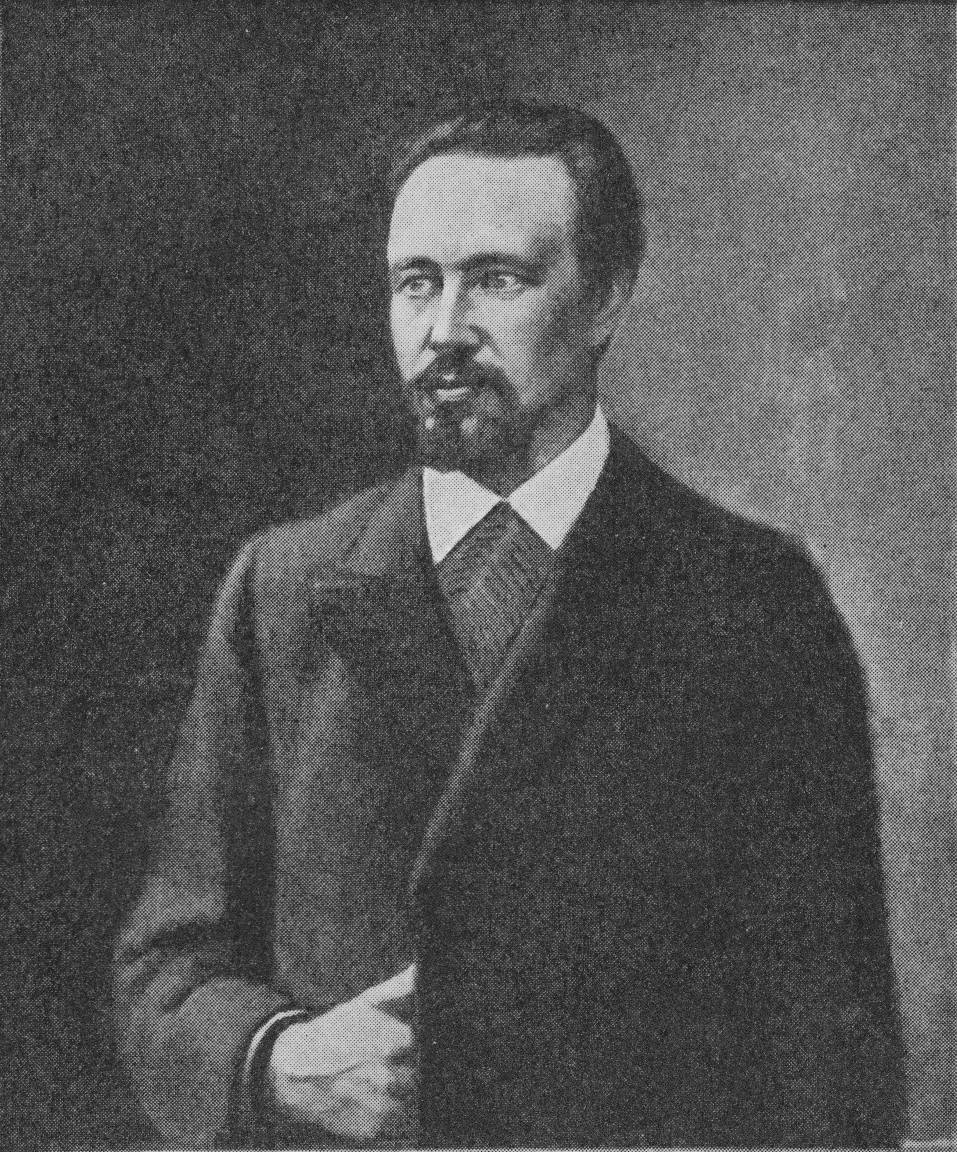
Mikael Soininen, porträtt av Eero Järnefelt.

August Mikael Soininen (till 1907 Johnsson), född den 3 november 1869 i Kuhmoniemi, Kajanaland, död den 12 mars 1924 i Helsingfors, var en finländsk folkbildningsman, son till Johan Viktor Johnsson, bror till Eliel Johnsson, adlad Soisalon-Soininen. 
Biskopssonen Soininen, som blev filosofie kandidat 1883, företog en studieresa till Förenta staterna och speciminerade 1887 för licentiatgrad med en avhandling om skolväsendet där, utnämndes 1891, på avhandlingen Om induktiv metod i undervisningen, till docent i pedagogik och didaktik vid Helsingfors universitet och antogs till föreståndare för den finskspråkiga samskolan där. 
År 1900 blev Soininen direktor för Heinola folkskollärarinneseminarium och 1907 extra ordinarie professor vid universitetet med särskilt avseende på de akademiska fortsättningskurserna för folkskollärare. Han var ordförande i kommittéerna för försummade och vanartade barns uppfostran (1902), för handarbetsundervisningen i folkskolan (1911) och för reformering av folkskolans läroplaner (1912). 1907-10 var han medlem av lantdagen.
Soininen deltog livligt i nykterhetsarbetet som författare, och han avfattade kommitténs för nykterhetsundervisningen betänkande (1909).  Han författade en handbok i allmän pedagogik och en undervisningslära samt en mängd läroböcker. Han utnämndes 1917 till överdirektör i skolstyrelsen och var 1918-20 kyrko- och undervisningsminister. Han tillhörde riksdagen 1919-22 och drev där igenom läropliktslagen. 1922-23 var han ordförande i kommittén för undersökning av alkohollagstiftningens (förbudets) verkningar.